# Lake Forest, California
Lake Forest là một thành phố ở California. Dân số ở đây là 77.264 trong cuộc điều tra dân số năm 2010.
Lake Forest được thành lập như một thành phố vào ngày 20 tháng 12 năm 1991.

## Dân số

### 2010
Cuộc Tổng điều tra dân số Hoa Kỳ năm 2010  đã báo cáo rằng Lake Forest có dân số vào khoảng 77.264 người. Mật độ dân số ở đây là 4.315,9 người trên một dặm vuông (1.666,4 / km²). Tỷ lệ chủng tộc của Lake Forest là 54,341 (70,3%) người da trắng (57,2% không phải gốc Tây Ban Nha trắng), 1,295 (1,7%) người Mỹ gốc Phi, 384 (0,5%) người Mỹ bản địa, 10,115 (13,1%) người Châu Á, 191 (0,2%) người Thái Bình Dương, 7,267 (9,4%) từ các chủng tộc khác, và 3,671 (4,8%) từ hai hoặc nhiều chủng tộc. Tây Ban Nha hoặc La tinh của bất kỳ chủng tộc nào là 19.024 người (24,6%). Có 26.224 hộ, trong đó 10,407 (39,7%) có con dưới 18 tuổi sống với gia đình, 15,603 (59,5%) là cặp vợ chồng, 2,710 (10,3%) là phụ nữ độc thân,1.299 (5,0) %) là đàn ông độc thân. 4.883 hộ gia đình (18,6%) được tạo thành từ các cá nhân và 1,432 (5,5%) có người sống một mình 65 tuổi trở lên. Quy mô hộ trung bình là 2,93. Có 19.612 hộ gia đình (74,8% tổng số hộ); kích thước trung bình của một hộ gia đình là 3,30.
Dân số được tăng lên với 19.115 người (24,7%) dưới 18 tuổi, 6.775 người (8,8%) tuổi từ 18 đến 24, 22.099 người (28,6%) tuổi từ 25 đến 44, 22.184 người (28,7%) tuổi từ 45 đến 64 và 7.091 người (9,2%) từ 65 tuổi trở lên. Độ tuổi trung vị là 37,2 tuổi. Cứ 100 nữ giới thì có 98,7 nam giới. Cứ 100 nữ từ 18 tuổi trở lên, có 96,5 nam giới.
Có 27.088 đơn vị nhà ở với mật độ trung bình 1.513,1 nhà ở mỗi dặm vuông (584,2 / km²).

### 2000
Theo cuộc điều tra dân số năm 2000, Lake Forest có 58.707 người, 20.008 hộ gia đình và 14.745 gia đình sống trong thành phố. Mật độ dân số là 4.698,8 người trên một dặm vuông (1,814,8 / km²). Có 20.486 đơn vị nhà ở với mật độ trung bình 1.639,7 mỗi dặm vuông (633,3 / km²). Tỷ lệ chủng tộc của thành phố là 76,02% người da trắng, 1,83% người Mỹ gốc Phi, 0,50% người Mỹ bản xứ, 9,70% người châu Á, 0,20% người Thái Bình Dương, 7,51% từ các chủng tộc khác và 4,24% từ hai hoặc nhiều chủng tộc. Tây Ban Nha hoặc La tinh của bất kỳ chủng tộc nào chiếm 18,59% dân số.
Có 20.008 hộ gia đình, trong đó 39,2% có trẻ em dưới 18 tuổi sống chung với gia đình, 59,1% là cặp vợ chồng chung sống với nhau, 10,3% là phụ nữ độc thân, và 26,3% không phải là gia đình. 19,4% hộ gia đình được tạo thành từ các cá nhân và 5,1% có người sống một mình từ 65 tuổi trở lên. Quy mô hộ trung bình là 2,89 và quy mô gia đình trung bình là 3,31.
Trong thành phố, dân số được tăng lên với 27,0% dưới 18 tuổi, 8,0% từ 18 đến 24, 33,3% từ 25 đến 44, 23,2% từ 45 đến 64, và 8,6% người từ 65 tuổi trở lên. Độ tuổi trung bình là 35 tuổi. Cứ 100 nữ giới thì có 96,7 nam giới. Cứ 100 nữ giới từ 18 tuổi trở lên thì có 93,6 nam giới.
Theo ước tính năm 2007, thu nhập trung bình của một hộ gia đình trong thành phố là $ 86,285, và thu nhập trung bình cho một gia đình là $ 96,133. Nam giới có thu nhập trung bình $ 52,019 so với $ 37,100 đối với nữ giới. Thu nhập bình quân đầu người của thành phố là $ 28,583. Khoảng 3,2% gia đình và 5,3% dân số sống dưới mức nghèo khổ, trong đó có 5,0% những người dưới 18 tuổi và 4,4% những người từ 65 tuổi trở lên.